# STS–32
Az STS–32 jelű küldetés az amerikai űrrepülőgép-program 33., a Columbia űrrepülőgép 9. repülése.

## Jellemzői
A beépített kanadai Canadarm (RMS) manipulátor kart 50 méter kinyúlást biztosított (műholdak indítás/elfogása, külső munkák [kutatás, szerelések], hővédőpajzs külső ellenőrzése) a műszaki szolgálat teljesítéséhez. Új, űrrepülőhgépes űrtartózkodási rekordot állítottak fel.

### Első nap
1990. január 9-én a szilárd hajtóanyagú gyorsítórakéták, Solid Rocket Booster(SRB) segítségével Floridából, a Cape Canaveral (KSC) Kennedy Űrközpontból, a LC39–A (LC – Launch Complex) jelű indítóállványról emelkedett a magasba. Az orbitális pályája 91,1 perces, 28,5 fokos hajlásszögű, elliptikus pálya perigeuma 296 kilométer, az apogeuma 361 kilométer volt. Felszálló tömeg indításkor 116 117 kilogramm, leszálló tömeg 103 571 kilogramm. Szállított hasznos teher felszálláskor/leszállásnál 12 014 kilogramm

## Hasznos teher
1. Az út negyedik napján sikerült a Canadarm (RMS) manipulátor kar segítségével befogni, majd a repülés végén a Földre visszahozni a 11 tonna tömegű Long Duration Exposure Facility (LDEF)  tudományos platformot, amely a Challenger űrrepülőgép 1984-es STS–41–C küldetése óta keringett orbitális pályán. A Challenger-katasztrófa miatt elhalasztott küldetés nem tudta visszaszállítani. American Flight Echocardiograph (AFE) – echokardiográfia. Kétdimenziós, keresztmetszeti kép készítése szív vagy más lágy szövetekről.
2. Characterization of Neurospora Circadian Rhythms (CNCR) – mikrogravitációs környezet hatása a neurosporára (rózsaszín kenyér penész).
3. Protein Crystal Growth (PCG) – gazdasági felhasználás lehetőségei (gyógyszer, élelmiszer).
4. Fluid Experiment Apparatus (FEA) – mikrogravitációs kémia és a fizika laboratórium (kristály növekedés, kémiai folyadék viselkedése, folyadékok fizikája és a termodinamikája).
5. Latitude/Longitude Locator (L3) – oceanográfiai mérésekhez módszertani kísérlet (kamera és számítógép segítségével).
6. Mesoscale Lightning Experiment(MLE) – villámlások mérése, viharok kialakulásának ellenőrzése.
7. IMAX kamera – később dokumentumfilm-készítés a műveletekről.
8. Air Force Maui Optical Site (AMOS) – jelzőrendszer (elektromos, optikai) a földi vevők segítésére.

### Műhold
A tehertérben rögzített kommunikációs műholdat a Canadarm (RMS) manipulátor kar segítségével pályairányba állították. A műhold pályairányba állítását követően az űrrepülőgép 13-16 kilométerre eltávolodott. A műholdat a 60 perc múlva, automatikusan induló PAM–D főmotor sikeresen geoszinkron pályába emelte.

#### Syncom 4 F–5
A Haditengerészeté (US Navy) (a Leasat F–1-et indítása előtt törölték) első bérelt, nagyméretű, katonai kommunikációs műholdja. További négyet rendeltek, ezek közül a Leasat F–1-et az STS–51–A, a Leasat F–3-at az STS–51–D, a Leasat F–4-et az STS–51–I segítségével állították pályára. A Leasat F–4 kiesése miatt a Leasat F–5-öt az STS–32 emelte és állította pályaindítási magasságba, irányba. Négy egysége összefüggően biztosította a globális kommunikációt. A megrendeléshez tartozott a földi állomások kiépítésének biztosítása. Egy példány tartalékként szerepelt. Geostacionárius pályára állítva kifejezetten a űrrepülőgépek kommunikációjának (Föld-űrrepülőgép/űrrepülőgép-Föld) elősegítésére. 1998. május 7-től biztosították az ausztrál hadsereg részére, hogy alkalmazza az adatszolgáltatást.
Típusjelölések: Syncom 4 F–5; Syncom IV–5; Leasat–5, kódjele: SSC 20410. Várható élettartama korlátlan (!), 10 év. Súlya 6850 kilogramm.

### Tizedik nap
1990. január 20-án Kaliforniában az Edwards légitámaszponton (AFB) szállt le. Összesen 10 napot, 21 órát, 00 percet és 36 másodpercet töltött a világűrben. 7 258 096 kilométert (4 509 972 mérföldet) repült, 172 alkalommal kerülte meg a Földet. Egy különlegesen kialakított Boeing 747 tetején január 26-án visszatért kiinduló bázisára.

## Személyzet
(zárójelben a repülések száma az STS–32 jelű küldetéssel együtt)
- Daniel Brandenstein (3), parancsnok
- James Wetherbee (1), pilóta
- Bonnie Dunbar (2), küldetésfelelős
- David Low (1), küldetésfelelős
- Marsha Ivins(1), küldetésfelelős

### Visszatérő személyzet
- Daniel Charles Brandenstein (3), parancsnok
- James Wetherbee (1), pilóta
- Bonnie Jeanne Dunbar (2), küldetésfelelős
- David Low (1), küldetésfelelős
- Marsha Ivins (1), küldetésfelelős